# Timina
La timina è una delle due basi azotate pirimidiniche che formano i nucleotidi dell'acido nucleico DNA. Tramite due legami a idrogeno, nel DNA si lega all'adenina (A), formando una specifica coppia di basi. Legata al desossiribosio, forma la timidina. La timidina può legare a sé fino a tre gruppi fosfato per dare la timidina mono-, di- o trifosfato.
Nell'RNA viene sostituita dall'uracile, che non possiede il gruppo metile. La trasformazione dell'uracile in timina avviene per preservare l'informazione contenuta nel DNA: infatti, in ambiente acido la citosina tende a degradarsi in uracile. Conservare nel DNA una forma diversa della base con l'aggiunta di un gruppo metile permette di differenziare maggiormente la citosina dalla timina, e quindi prevenire mutazioni genetiche. L'RNA, essendo utilizzato solo come trasporto momentaneo di informazione, è meno suscettibile alla mutazione, che avrebbe anche conseguenze minori, e conserva quindi l'uracile.